# 汤浅秀树

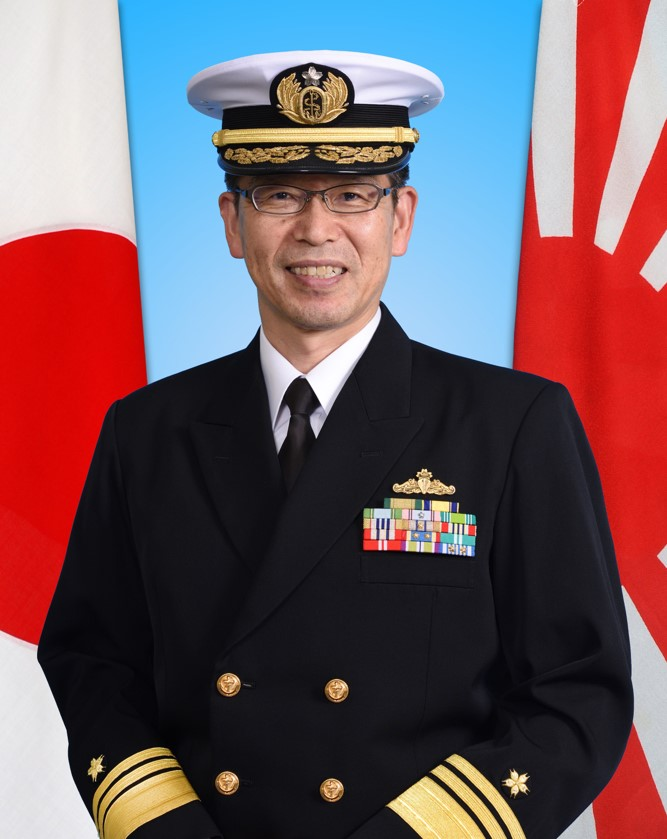

汤浅秀树（日语：／ Yuasa Hideki，1964年2月3日—），日本自卫队海将，曾任海上自卫队自卫舰队司令官。

## 荣誉
外国勋章奖章
- 荣誉军团骑士勋章（法国，2022年6月2日于东京颁发[1][2]）